# Robert Kugelberg
Robert Kugelberg (* 27. Januar 1886 in Braunschweig; † 20. November 1964 in Stöckheim) war ein deutscher Politiker (SPD).

## Leben und Wirken
Kugelberg besuchte die Volksschule und wurde danach Dreher. Er arbeitete danach in seinem Beruf in Berlin und später Hamburg. Der SPD trat er bereits 1906 bei. Im selben Jahr ging er zum Militär und nahm ab 1914 am Ersten Weltkrieg teil. Nach einem Jahr wurde er schwer verwundet und kehrte zurück. Er war ab 1915 im gewerkschaftlichen und politischen Leben tätig. Zunächst engagierte er sich im Schlichtungsausschuss und später als Arbeitsrichter. Ab 1927 war er bei der Gewerkschaft angestellt, außerdem war er von 1927 bis 1930 im Landtag von Braunschweig. Im Jahr 1933 wurde er aus politischen Gründen entlassen und die nächsten zwei Jahre arbeitslos. Ab 1935 war er wieder bis 1944 als Dreher tätig. Im Jahr 1944 wurde er verhaftet und bis 1945 im KZ Oranienburg gefangen gehalten. Nach Ende des Zweiten Weltkriegs war er wieder in der Gewerkschaft tätig und wurde auch Mitglied des Ernannten Braunschweigischen Landtages, dem er vom 21. Februar 1946 bis zum 21. November 1946 angehörte.
Später wurde er Mitglied des ernannten Niedersächsischen Landtages und in der ersten Legislaturperiode Mitglied des Niedersächsischen Landtages. Dort war er von 1950 bis 1951 Vorsitzender des Ausschusses für Arbeitsverwaltung.
Von Dezember 1954 bis November 1956 war Robert Kugelberg Landrat des Landkreises Braunschweig.